# La muerte de un presidente
La muerte de un presidente (Il prezzo del potere) es una película de 1969 dirigida por Tonino Valerii, con actuación principal de Giuliano Gemma y que está enmarcada dentro del subgénero del spaghetti western.

## Argumento
El 19 de septiembre de 1881, muere asesinado el presidente de los Estados Unidos James A. Garfield, y dos inocentes son arrestados e inculpados. Uno de ellos muere antes del juicio; el otro consigue escapar, y desde ese momento comienza la busca de los verdaderos responsables de la muerte del presidente, que son también los culpables de la muerte de su padre...